# 跑吧孩子
《跑吧孩子》（英語：Homerun），是一部2003年新加坡华語剧情電影，改編自伊朗電影《小鞋子》。这部电影讲述着一对贫穷的两兄妹，为了一对鞋子而踏上旅途的一部感人剧情片。故事背景设在1965年，当年新加坡和马来西亚脱离。此片还包含了当年马新两方的紧张政治关系，引起这部电影在马来西亚被禁止播放。
这部电影由新加坡电影制作人梁智强自编自导，并由当地制作公司，星霖電影发放。由黃文永、向雲、李創銳和郑智允主演的感人电影于2003年8月7日在新加坡上映。此外，为了取得乡下偏僻的景色，制作团队特别到马来西亚偏僻地区于2002年11月至12月期间拍摄。可是后来的剪接工作延迟了上映日期。
此电影在九个星期上映期间，共累计票房S$2.3百万。除此之外，它还获得了台湾第40届金马奖两项提名。郑智允（获奖时，十岁）荣获金马奖最佳新演员，成为了第一位荣获金马奖的新加坡人。虽票房和获得的奖项成绩傲人，但观众对此片的评语仍有保留。

## 剧情簡介
阿坤和小黑等人，是一群喜愛踢球的鄉村孩童，他們為了爭取代表自己的甘榜參加來臨的全國少兒足球賽，決定和明順的隊伍結合共用資源練球，但無奈雙方在球藝和戰略上都各持己見，最後分道揚鑣各練各的。倒霉的阿坤，在一個偶然的情況下，竟然把妹妹的鞋子弄不見了，為了別讓本來已經很多經濟問題的爸爸媽媽擔心，妹妹決定不告訴父母，但是要哥哥儘快解決問題。這時阿坤因此一時之間面臨了兩個棘手的問題，一是為自己找一雙球鞋，二是為妹妹找回她的鞋。
造化弄人，儘管阿坤把找尋妹妹鞋子的事放在第一，可是阿坤怎樣都找不回妹妹的鞋子，只好和妹妹暫時公家穿自己僅存的破爛鞋，兩人分別在上午班下午班共穿一雙鞋，因為這樣，哥哥經常遲到，而被印度籍的校長怒罵。 除了面對明順球隊配備齊全的訓練，阿坤和小黑並沒有氣餒，雖然沒有任何訓練的資源，仍然堅持利用各種可行的方式練球，毅力堅定。挖空心思的他，仍然無法替妹妹找回鞋子，面臨秘密隨時被揭穿的壓力，哥哥湊巧的參加一個越野賽跑，因為第三名的獎品是一雙鞋子，哥哥希望用可以拿到這雙鞋子送給妹妹作為補償。沒想到這次的比賽，吸引來了各地的運動人才，明順和同黨也代表學校出賽。就在比賽當天，哥哥面臨最嚴峻的競賽中意外的得到了第一名，他非常的失望自己沒能幫妹妹得到鞋子，沒想到在另一邊，妹妹也面臨另一個更觸動人心的挑戰。

## 政治评论
《跑吧孩子》多幕影射新加坡于1965年和2003年的政治及外交情况。
- 在垃圾堆旁的发生的騷亂和2000年的暴动也是描述着新加坡一路走来的政治风波。[3]
- 阿坤的一位朋友被朋友们取了个花名叫“小红点”[4]。这是当年印尼总统优素福·哈比比嘲笑新加坡极小的国土时，用来比喻新加坡的。[5]
- 电影的最后一幕看得见阿坤和同学们站在长长的烂泥路上，说的是新加坡在独立后面对的种种困难。[6]
- 当阿坤（新加坡）和明顺（马来西亚）在争吵着到底那口井是属于哪家的。事实上是在说新加坡和马来西亚长年来的供水问题。[7]
- 在另一个场面，阿坤的朋友把以前明顺签下的同意书拿出来，明顺的朋友提到：这像是把写给女朋友的信让全世界都知道。这是在引用时任马来西亚首相马哈迪·莫哈末对于新加坡在信函保密上作出的评论。当导演梁智强被问及此事，他回答说：“这件事留给观众的想象力。”[7]

2003年9月12日，马来西亚电检局（审查电影部门）宣判禁止这部电影在马来西亚上映。原因是当中影射政治关系的场面非常明显，并牵涉到当今国内外的政治情况。发行商上诉这项判决，说当中的正面訊息比政治影射份量重，可是徒劳无功。马来西亚多份报章、杂志及观众投票，表示对电检局的裁判非常不满，并提及宁可购买盗版光碟来观赏。

## 评语
从先睹为快的票房已累积了S$110,300，在国庆周还获得S$610,400的佳绩。在新加坡票房扶摇直上，甚至压倒好莱坞电影如，《古墓丽影》。九个星期的上映，票房累计S$2,300,000，成为全年第二高票房电影。
观众评语有好有坏，其中评语提及过分的政治调味使这部电影让人感到窒息。但是，也有人认为导演成功缔造一部简单又感人温馨的电影。

## 獲獎
获得2003年莫斯科影展的Grand Prix Award、伊斯法罕國際兒童電影節上為最佳導演獲得金蝴蝶獎、还获得蒙特利爾世界電影節最佳导演，最佳新演员及人民选择奖。《跑吧！孩子》也在2003年第40屆金馬獎上获得两项提名，分别为最佳原创电影歌曲（拥有）及最佳新演员。當年十岁的郑智允成功夺得最佳新演员奖，成为第一位得到金马奖的新加坡人，与中国演员王宝强共享殊荣。

## 爭議
与伊朗电影《天堂的孩子》有雷同情节

## 外部連結
- 官方網站
- 香港影庫上《跑吧孩子》的資料（繁體中文）
- 開眼電影網上《跑吧孩子》的資料（繁體中文）
- 豆瓣电影上《跑吧孩子》的資料 （简体中文）
- 时光网上《跑吧孩子》的資料（简体中文）
- AllMovie上《跑吧孩子》的资料（英文）
- 爛番茄上《跑吧孩子》的資料（英文）
- 互联网电影数据库（IMDb）上《跑吧孩子》的资料（英文）